# Cystiscus cystiscus
Cystiscus cystiscus is een slakkensoort uit de familie van de Cystiscidae. De wetenschappelijke naam van de soort is voor het eerst geldig gepubliceerd in 1870 door Redfield.